# Artesian (Washington)
Artesian az Amerikai Egyesült Államok északnyugati részén, Washington állam Yakima megyéjében elhelyezkedő önkormányzat nélküli település.
A helységet James H. Gano nevezte el a térségben talált artézi forrásokról. A postahivatal 1900-ban működött Gano saját lakóházában.

## Fordítás
Ez a szócikk részben vagy egészben  az   Artesian, Washington című angol Wikipédia-szócikk ezen változatának fordításán alapul.  Az eredeti cikk szerkesztőit annak laptörténete sorolja fel. Ez a jelzés csupán a megfogalmazás eredetét és a szerzői jogokat jelzi, nem szolgál a cikkben szereplő információk forrásmegjelöléseként.